# 1. Flak-Division
La 1. Flak-Division (1re division de Flak) est une division de lutte antiaérienne de la Luftwaffe allemande au sein de la Wehrmacht durant la Seconde Guerre mondiale.

## Historique

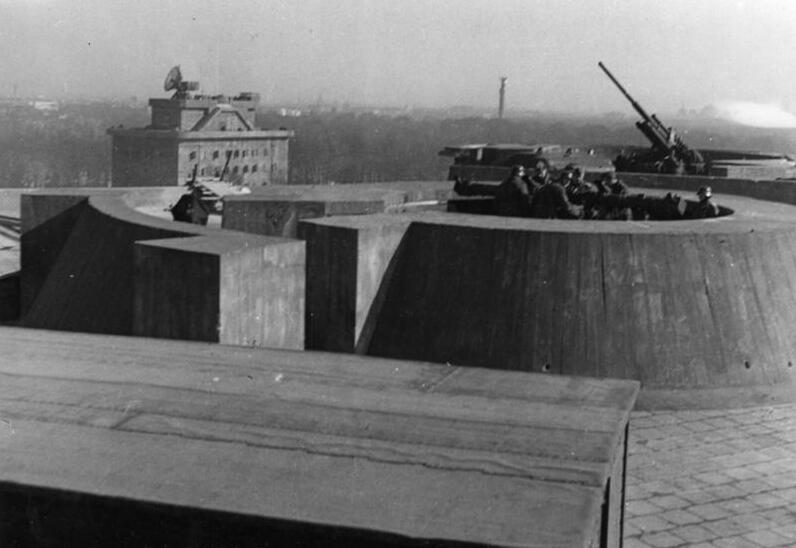
Soldats de la 1. Flak-Division en avril 1942

La 1. Flak-Division est mise sur pied le 1er septembre 1941 à Berlin W15 à partir du Luftverteidigungskommando 1. Le quartier général se situe à Berlin NW87 (Flakbunker Zoo).
En avril 1945, la division prend part aux combats lors de la défense de Berlin.

## Commandement
| Début              | Fin              | Grade           | Nom                |
| ------------------ | ---------------- | --------------- | ------------------ |
| 1er septembre 1941 | 20 janvier 1943  | Generalleutnant | Ludwig Schilffarth |
| 20 janvier 1943    | 9 février 1944   | Generalmajor    | Max Schaller       |
| 10 février 1944    | 5 novembre 1944  | Generalleutnant | Erich Kressmann    |
| 5 novembre 1944    | 15 novembre 1944 | Generalmajor    | Kurt von Ludwig    |
| 15 novembre 1944   | 2 mai 1945       | Generalmajor    | Otto Sydow (en)    |

### Chef d'état-major(Ia)
| Début          | Fin            | Grade        | Nom                 |
| -------------- | -------------- | ------------ | ------------------- |
| ?              | Février 1944   | Major        | Friedrich Herzberg  |
| ? 1944         | Septembre 1944 | Oberleutnant | Kurt Helmut Fischer |
| 4 octobre 1944 | Janvier 1945   | Major        | Karl Götze          |
| 8 janvier 1945 | Février 1945   | Major        | Jantzen             |
| Février 1945   | Avril 1945     | Hauptmann    | Heinz Berger (en)   |
| Avril 1945     | Mai 1945       | Hauptman     | Alfred Tuch         |

## Organisation

### Rattachement
| Début              | Fin        | Commandement         |
| ------------------ | ---------- | -------------------- |
| 1er septembre 1941 | Avril 1945 | Luftgau-Kommando III |
| Avril 1945         | 8 mai 1945 | II. Flakkorps        |

### Unités subordonnées
Formation le 1er septembre 1941 :
- Stab/Flak-Regiment 22 (o) (Flakgruppe Berlin-Südost)
- Stab/Flak-Regiment 53 (o) (Flakgruppe Berlin-Nordwest)
- Stab/Flak-Regiment 82 (o) (Flakscheinwerfergruppe Berlin)
- Luftnachrichten-Abteilung 121

Réorganisation en octobre 1942 :
- Stab/Flak-Regiment 22 (o) (Flakgruppe Berlin-Süd) à Berlin-Lankwitz
- Stab/Flak-Regiment 53 (o) (Flakgruppe Berlin-Nord) à Berlin Heiligensee
- Stab/Flak-Regiment 126 (o) (Flakgruppe Berlin-West) à Berlin-Reinickendorf
- Stab/Flak-Regiment 82 (o) (Flakscheinwerfergruppe Berlin) à Berlin W15
- Luftnachrichten-Abteilung 121
- Stab/Flak-Regiment 172 (Flakgruppe Berlin-Ost) - Rejoint la division en février 1943

Organisation le 1er novembre 1943 :
- Stab/Flak-Regiment 22 (o) (Flakgruppe Berlin-Süd) à Berlin-Lankwitz
- Stab/Flak-Regiment 53 (o) (Flakgruppe Berlin-Nord) à Berlin Heiligensee
- Stab/Flak-Regiment 126 (o) (Flakgruppe Berlin-West) à Berlin-Reinickendorf
- Stab/Flak-Regiment 172 (o) (Flakgruppe Berlin-Ost) à Berlin NW7
- Stab/Flak-Regiment 82 (o) (Flakscheinwerfergruppe Berlin) à Berlin W15
- le.Alarm-Bttr. 29./III
- Luftnachrichten-Abteilung 121
- Stab/Flak-Regiment 172

Organisation le 1er août 1944 :
- Stab/Flak-Regiment 22 (o) (Flakgruppe Berlin-Süd) à Berlin-Lankwitz
- Stab/Flak-Regiment 53 (o) (Flakgruppe Berlin-Nord) à Berlin Heiligensee
- Stab/Flak-Regiment 126 (o) (Flakgruppe Berlin-Ost) à Berlin-Reinickendorf
- Stab/Flak-Regiment 82 (o) (Flakscheinwerfergruppe Berlin) à Berlin W15
- Flak-Transport-Bttr. 24./III, 122./IV et 126./IV
- Luftnachrichten-Abteilung 121
- Stab/Flak-Regiment 72 (Eisb.) - Rejoint la division en octobre 1944

Organisation le 1er décembre 1944 :
- Stab/Flak-Regiment 22 (o) (Flakgruppe Berlin-Süd) à Berlin-Lankwitz
- Stab/Flak-Regiment 53 (o) (Flakgruppe Berlin-Nord) à Berlin Heiligensee
- Stab/Flak-Regiment 126 (o) (Flakgruppe Berlin-Ost) à Berlin-Reinickendorf
- Stab/Flak-Regiment 82 (o) (Flakscheinwerfergruppe Berlin) à Berlin W15
- Stab/Flak-Regiment 72 (Eisb.) à Berlin
- Flak-Transport-Bttr. (mot.) 24./III, 122./IV et 126./IV
- Luftnachrichten-Abteilung 121

### Livres
- Georges Bernage et François de Lannoy, Dictionnaire historique : la Luftwaffe, la Waffen-SS, 1939-1945, Bayeux, Éditions Heimdal, 1998, 480 p. (ISBN 978-2-840-48119-5, OCLC 42934551)
- (de) Karl-Heinz Hummel, Die deutsche Flakartillerie 1935 - 1945 - Ihre Großverbände und Regimenter, VDM Heinz Nickel, 2010